# Convento do Carmo (Moura)

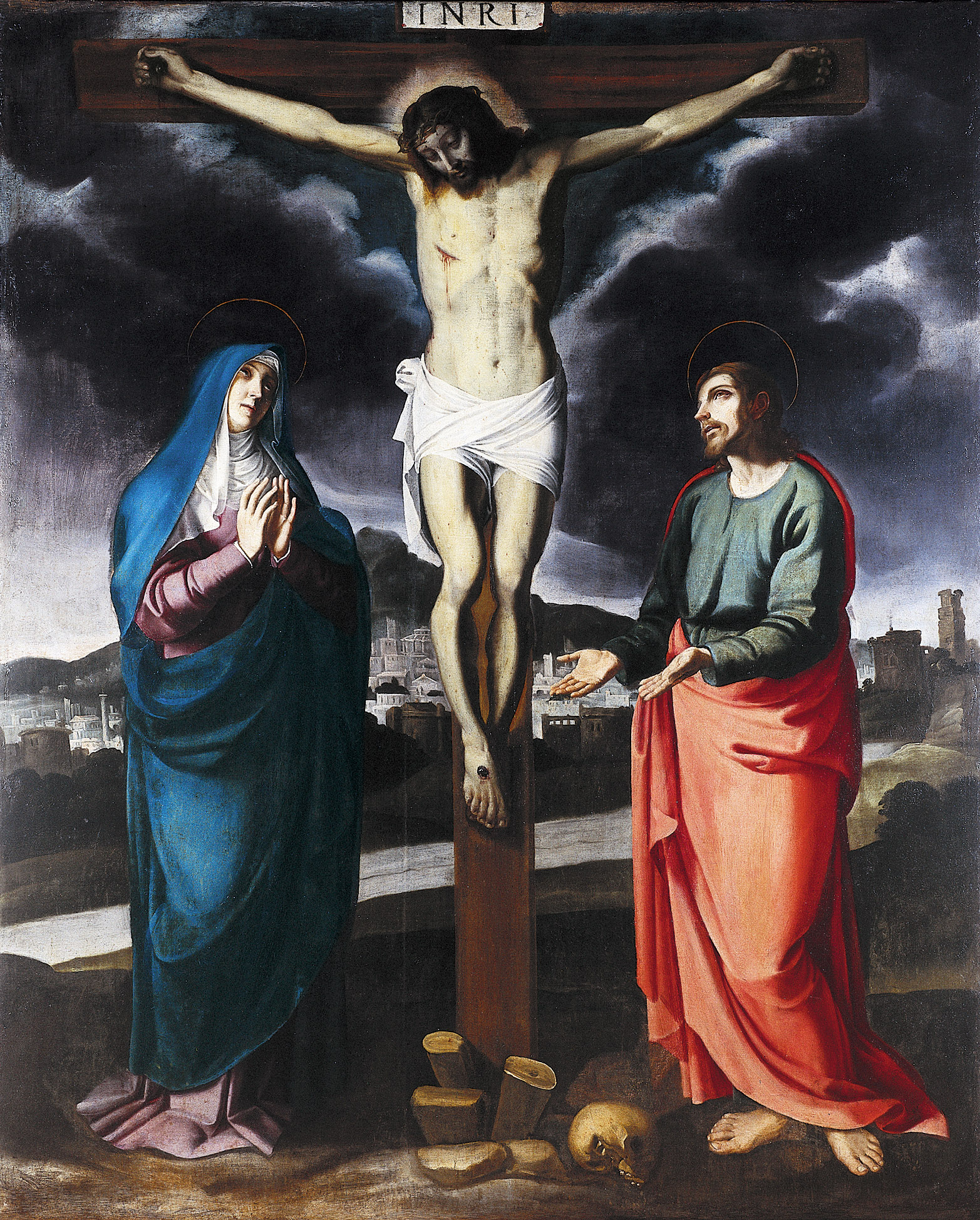
Calvário, pintura a óleo sobre tela datada de cerca do ano de 1630, da autoria do pintor André Reinoso. Encontra-se no interior da Igreja do Convento do Carmo de Moura.

O Convento do Carmo de Moura, originalmente chamado Mosteiro de Santa Maria, também referido como Igreja e claustro do Convento do Carmo, é um antigo convento de Carmelitas da Antiga Observância localizado na atual freguesia de Moura (Santo Agostinho e São João Baptista) e Santo Amador, na cidade e no Município de Moura, Distrito de Beja, em Portugal.
A igreja e o claustro do convento encontram-se classificados como Imóvel de Interesse Público desde 1944.

## História
Este foi o primeiro convento da Ordem dos Carmelitas fundado em Portugal, e em toda a Península Ibérica, em 1251, no reinado de D. Afonso III de Portugal. Destinava-se, aquando da sua edificação, a receber os capelães da Ordem dos Militares de São João de Jerusalém, regressados da Terra Santa, os quais receberam o convento justamente por doação dos cavaleiros desta Ordem militar.
Foi deste mosteiro que partiram os frades que fundaram o Convento do Carmo de Lisboa, a convite de D. Nuno Álvares Pereira, o Condestável de Portugal, e posteriormente que partiram também os frades para as fundações dos Conventos do Carmo de Colares e da Vidigueira. Mais tarde funcionou como Hospital Da Santa Casa da Misericórdia Da Vila De Moura, sendo acolhido por a Congregação das Irmãs Franciscanas Hospitaleiras da Imaculada Conceição. Hoje encontrando-se em ruinas mas com um projeto lançado para ser construido um empreendimento turístico.